# Vatican Media
Vatican Media, anteriormente chamado de Centro Televisivo Vaticano, é um canal de televisão instituído em 1983 e que tornou-se, desde Novembro de 1996, num organismo ligado à Santa Sé. O objetivo principal do Vatican Media é contribuir para dar a conhecer universalmente o Evangelho, documentando com imagens televisivas o ministério pastoral do Sumo Pontífice e as atividades da Santa Sé Apostólica (Estatuto de 1 de Junho de 1998).
Os principais serviços prestados pelo Vatican Media são: transmissões de televisão em direto, produção e arquivo de vídeo.
O atual diretor geral do Vatican Media é o Monsenhor Dario Edoardo Viganó.

## Transmissões em direto
Vatican Media filma integralmente cerca de 130 eventos todos os anos no Vaticano (Trindades, Audiências Gerais, outros acontecimentos ou celebrações) aos quais se devem acrescentar as transmissões por ocasião das deslocações do Santo Padre na Itália e no mundo. As transmissões em direto são deferidas por outras redes televisivas católicas. A pedido das várias redes televisivas do mundo, Vatican Media pode estabelecer uma ligação por satélite para fazer chegar o sinal a todos os continentes. Está em fase de experimentação a transmissão das Trindades no Intelsat diretamente do Vaticano para a América todos os Domingos. Vatican Media está a promover um projeto para a difusão interativa e multimídia de alguns grandes eventos que assinalam a passagem ao terceiro milênio.

## Serviços diários
Vatican Media filma diariamente as atividades públicas do Santo Padre e os principais acontecimentos que têm lugar na Sé Apostólica. Distribui as imagens às agências e às televisões que as pretendem. Distribui ulteriormente as imagens filmadas durante as viagens efetuadas pelo Santo Padre, aprontando estruturas especiais de duplicação em redor dos centros de imprensa. No Vaticano, existem serviços de assistência e utilidades à disposição dos enviados (equipes de filmagem, assistência para vídeo e áudio, transmissões por satélite, montagem, etc.).

## Produções
Vatican Media produziu inúmeros documentários nos últimos dez anos sobre o Pontificado de João Paulo II, sobre o Vaticano e sobre as basílicas romanas. Estes foram difundidos através das redes televisivas e em cassete vídeo, às vezes até em inglês, em espanhol e noutras línguas. Desde a Páscoa de 1998 que é transmitido o magazine semanal "Octava Dies" (com uma duração de 25 minutos) que é retransmitido pelas redes católicas italianas e pela agência APTN em versão "natural sound" em todo o mundo; encontra-se também neste site internet a versão eím italiano e em inglês.

## Arquivo
Vatican Media gera, num ambiente de umidade e temperatura controladas, uma videoteca que possui mais de 10000 cassetes de cerca de 4000 horas com as gravações das imagens do Pontificado de João Paulo II, uma documentação exaustiva desde 1984. Recorrem a esta videoteca as emitentes televisivas e os produtores de documentários de todo o mundo. Graças a um sistema de compilação analítica de fichas e de memorização informatizada, é possível selecionar as imagens referentes inclusive a acontecimentos e temáticas específicos.
Os particulares podem requerer as imagens gravadas pelo Vatican Media em cassete VHS contactando a secretaria, aberta de Segunda a Sábado das 9 às 13 horas.